# Sværdadel
 Der er for få eller ingen kildehenvisninger i denne artikel, hvilket er et problem. Du kan hjælpe ved at angive troværdige kilder til de påstande, som fremføres i artiklen.

Sværadlen (noblesse d'epée) var en adelsgruppe der opstod fra militærtjeneste. Den opstod i middelalderen i Frankrig, som en titel en hærfører kunne få. Den blev dog langsomt fortrængt af embedsadelen i 1600-tallet, og ophørte helt i Frankrig. Den franske titel noblesse, eller adel, blev forbeholdt tjeneste- og hofadel.[kilde mangler]
Dette franske begreb har ikke været brugt i Danmark. 
| Historie | Spire Denne historieartikel er en spire som bør udbygges. Du er velkommen til at hjælpe Wikipedia ved at udvide den. |